# Claflin
Claflin es una ciudad ubicada en el condado de Barton en el estado estadounidense de Kansas. En el año 2010 tenía una población de 645 habitantes y una densidad poblacional de 716,67 personas por km².

## Geografía
Claflin se encuentra ubicada en las coordenadas 38°31′30″N 98°32′14″O / 38.524996, -98.537128 (38.524996, -98.537128).

## Demografía
Según la Oficina del Censo en 2000 los ingresos medios por hogar en la localidad eran de $30,521 y los ingresos medios por familia eran $35,417. Los hombres tenían unos ingresos medios de $29,659 frente a los $18,500 para las mujeres. La renta per cápita para la localidad era de $14,819. Alrededor del 5.3% de la población estaban por debajo del umbral de pobreza.